# Uíge (provins)
Uíge er en provins i Angola. Den har et areal på 58.698 km2
og et befolkningstal på 1.483.118 (2014) indbyggere. Uíge er hovedbyen i provinsen.
Provinsens primære landbrugsprodukter er kaffe, bønner, maniok, korn, jordnødder, bomuld og træ. Vigtige mineralresurser er kobber, sølv og kobolt.
Uíge var en af de hårdest ramte områder i Angola under den 26 år lange borgerkrig. Store dele af befolkningen blev interne flytninge, og infrastrukturen er hårdt beskadet.
Provinsen var også centrum for et udbrud af marburgfeber, en sygdom som er nært beslægtet med ebola. Udbruddet startede i oktober 2004 og fortsatte i 2005. Den er nu antaget at være under kontrol og var verdens værste epidemi af hemoragisk feber.

## Eksterne links
- angola.org.uk Arkiveret 13. februar 2008 hos  Wayback Machine
- Den amerikanske styremagts statistik fra 1988

7°37′00″S 15°03′00″Ø / 7.6166666666667°S 15.05°Ø